# Microsoft Lumia 650
Microsoft Lumia 650 - смартфон, разработанный Microsoft, официально представленный 15 февраля 2016 года. Он является преемником Microsoft Lumia 640 и ориентирован в первую очередь на бизнес-пользователей, с поддержкой бизнес-приложений Microsoft, а также функций безопасности, таких как шифрование устройства и удаленное стирание. Из-за аппаратных ограничений он не поддерживает Continuum.  Телефон был доступен в вариантах с одной и двумя SIM-картами и является самой последней моделью в серии Lumia. В следующем году Microsoft прекратила производство аппаратов Lumia, переключившись на устройства с двумя экранами под брендом Surface Duo. .

## Аппаратное обеспечение
Lumia 650 оснащена 5-дюймовым OLED-дисплеем с Corning Gorilla Glass 3 и олеофобным (устойчивым к отпечаткам пальцев) покрытием. Он оснащен четырехъядерным процессором Qualcomm Snapdragon 212 с частотой 1,3 ГГц, 1 ГБ оперативной памяти и 16 ГБ встроенной памяти с возможностью расширения до 200 ГБ с возможностью расширения памяти с помощью карт microSD. Он оснащен съемным литий-ионным аккумулятором емкостью 2000 мАч, 8-мегапиксельной задней камерой со светодиодной вспышкой и 5-мегапиксельной широкоугольной фронтальной камерой. Он был доступен в черном и белом цветах.
В отличие от своего предшественника, Lumia 650 имеет анодированную металлическую рамку, что придает ему характерный премиальный вид и ощущение по сравнению с его высококлассными собратьями, Microsoft Lumia 950 и Microsoft Lumia 950 XL.

## Программное обеспечение
Lumia 650 изначально была выпущена с обновлением Windows 10 Mobile November Update (также известным как версия 1511). В августе 2016 года Microsoft выпустила обновление Windows 10 Mobile Anniversary Update (также известное как Windows 10 Mobile Version 1607). Распространение обновления Windows 10 Mobile Creators Update (версия 1703) началось 25 апреля 2017 года, после распространения среди Windows Insiderов.

## Прием

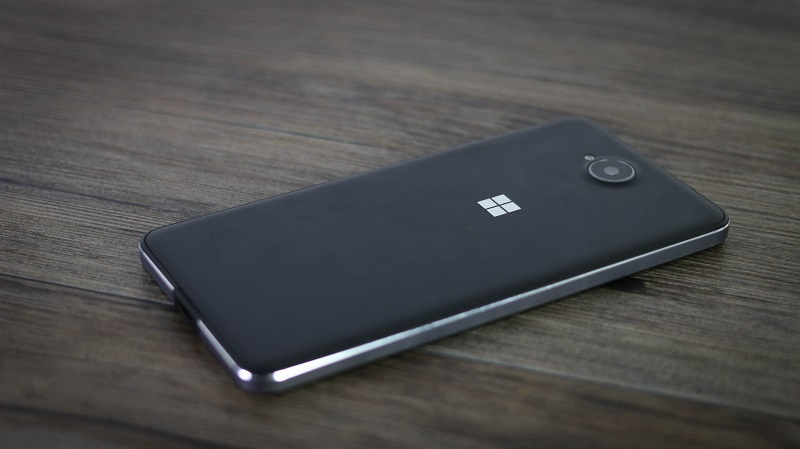
Задняя часть Lumia 650 (черная версия)

Lumia 650 был принят в целом хорошо, большинство рецензентов высоко оценили дизайн, качество дисплея и низкую цену. Основными пунктами критики были производительность и стабильность.
Ричард Девайн из Windows Central высоко оценил дизайн Lumia 650, назвав его "легко можно назвать самым привлекательным в текущей линейке Lumia". Хотя были отмечены некоторые проблемы с производительностью, особенно в графически интенсивных играх, общее удобство использования для повседневных задач было признано приемлемым. Автор обзора также отметил ряд ошибок в Windows 10 Mobile, но большинство из них было исправлено в последующем обновлении операционной системы..
Стив Литчфилд из All About Windows Phone поставил Lumia 650 оценку 83%, оценив его как значительное обновление по сравнению с Lumia 550, но выразив разочарование низким уровнем чипсета Snapdragon 212. Телефон положительно сравнили с Lumia 830, при этом автор обзора отметил, что это "самый приятный на ощупь Windows Phone, который я когда-либо держал в руках", и заключил, что это "идеальный смартфон для раздачи в компаниях"..
Рич Вудс из Neowin дал Lumia 650 очень благоприятный отзыв, назвав ее "бюджетным устройством, которое значительно превосходит свой вес". Дизайн был назван "потрясающим", а дисплей - "яркими цветами и глубоким черным цветом". Рецензент также высоко оценил работу камеры, отметив в качестве единственного недостатка отсутствие возможности съемки видео 1080p. Общая производительность была признана отличной, учитывая цену, а время автономной работы было основным предметом критики..
GSMArena похвалила дизайн как "великолепный" и описала телефон как "почти неестественно легкий", а также похвалила разборчивость дисплея при солнечном свете и точность цветопередачи. В обзоре также отмечались многочисленные проблемы с производительностью и стабильностью работы Windows 10 Mobile.
Аластер Стивенсон из Trusted Reviews раскритиковал производительность и назвал камеру "не вдохновляющей", но счел дизайн и дисплей лучше, чем у большинства доступных смартфонов. Он также отметил, что "для бизнес-пользователей Lumia 650 подходит как нельзя лучше"..
Кэтрин Бирн из IT Pro поставила телефону две звезды из пяти, назвав его "телефоном на Windows 10, который полностью теряет смысл Windows 10" из-за отсутствия Continuum, и раскритиковав производительность телефона в бенчмарках. Хотя дизайн и дисплей получили высокую оценку, общий вердикт для телефона был "довольно забывчивым"..
Phone Arena высоко оценила дизайн телефона, качество сборки и работу камеры, но отметила несколько проблем с работой "из коробки", а также с камерой. В целом телефон был признан "надежным выбором для телефона начального уровня с Windows 10"..
Том Уоррен из The Verge высоко оценил высококлассный внешний вид телефона и ощущение алюминия, а также его легкий вес. Однако он нашел много недостатков, таких как недостаточно мощный процессор и отсутствие Continuum..

## Внешние ссылки
- Технические характеристики Microsoft Lumia 650